# Warao (popolo)

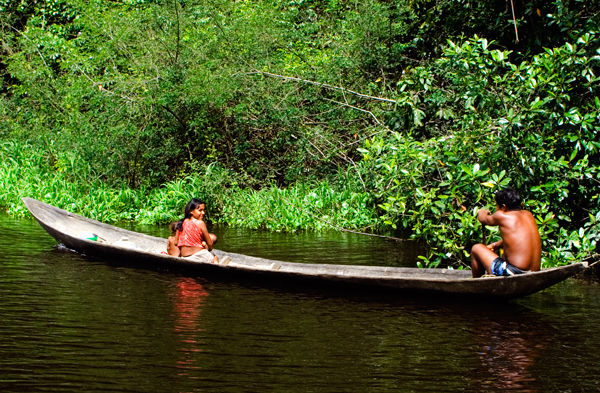
Una famiglia warao su una canoa.

I warao sono un gruppo indigeno che vive nel nord-est del Venezuela e nell'ovest della Guyana. Questi indigeni sono anche conosciuti con il nome waroa, guarauno, guarao, e warrau. Il termine warao si traduce in "la gente delle canoe". La maggior parte dei 20.000 individui appartenenti a questo gruppo di indigeni vive presso la zona del delta dell'Orinoco mentre alcuni vivono in Guyana e Suriname. Parlano la lingua warao.

## Stile di vita

### Zona di abitazione
Presso il fiume Orinoco e il suo delta con paludi e isolette, la gente warao vive in capanne aperte costruite su palizzate per proteggersi contro le inondazioni. Queste case sono costruite su terreni rialzati per evitare le inondazioni annuali. A volte un gruppo di case viene costruito sopra una grande piattaforma di alberi. Ogni capanna possiede un posto per cuocere al centro, con amache intorno ad esso. Oltre alle amache, vi sono a volte sgabelli intagliati a forma di animali.

### Trasporto
I warao usano le canoe come forma di trasporto principale. Altre possibilità, come camminare per lunghi tratti, sono difficili in quanto nella zona vi sono molti rivoli e corsi d'acqua che si suddividono a partire dall'Orinoco e che formano un terreno paludoso. I bambini vengono educati in giovane età a usare i remi e a nuotare.
Le canoe usate sono di due tipi. I bongo sono capaci di portare fino a 50 persone. Quando un bongo deve essere scartato in quanto troppo vecchio o danneggiato, il capo della famiglia di ogni capanna decide quale albero verrà usato per ricavarne uno nuovo. All'inizio della stagione secca si cercano alberi da tagliare e in seguito da incavare e appiattire con l'uso di pietre, od oggetti ottenuti da conchiglie, assieme al fuoco.
L'altro tipo di canoa usato è più piccolo, che porta un massimo di tre persone e viene utilizzato per i viaggi quotidiani.

### Dieta
La dieta dei warao è variegata e si basa sui prodotti del delta, principalmente pesce. Intorno al 1500 impararono a sfruttare l'orticoltura. In luglio e agosto, i warao mangiano i granchi provenienti dalla spiaggia presso il delta. La caccia non viene di solito praticata a causa di tabù culturali.

### Religione
I warao, secondo i propri racconti, sono i discendenti di una figura avventurosa divina: il cacciatore primordiale. Questo uomo si trovava in un mondo-cielo popolato da umani ma senza animali eccetto gli uccelli. L'uomo usò il suo arco e la sua freccia e uccise un uccello in aria. L'uccello cadde a terra, bucando il mondo-cielo e cadendo attraverso le nuvole verso il mondo terrestre. Il cacciatore guardò attraverso il buco e vide una terra fertile e rigogliosa, piena di bellezza, caccia, frutta, selvaggina. Il cacciatore prese una lunga corda di cotone, la legò a un albero, e con essa si calò attraverso le nuvole, lasciando il suo mondo-cielo per il mondo terrestre.

## Primo contatto con gli europei
I warao dell'Orinoco orientale incontrarono gli europei quando Alonso de Ojeda decise di navigare sul fiume dal delta. Presso il delta Ojeda vide le capanne dei warao, costruite su palizzate. Altre capanne simili vennero viste presso la zona di Sinamaica e vennero considerate simili al concetto su quale si basava Venezia; da cui il nome Venezuela attribuito alla terra di questi indigeni.

## Problemi attuali
L'inaccessibilità delle terre dei warao crea problemi alla manutenzione della sanità, al punto che malattie come la tubercolosi sono piuttosto comuni tra questi indigeni.
Nell'estate 2008 i capi indigeni e alcuni ricercatori dell'Università della California presso Berkeley hanno accertato la morte di 38 warao nello stato di Delta Amacuro a causa di una malattia misteriosa. La malattia causa "paralisi parziale, convulsioni e paura estrema dell'acqua" e si crede sia una forma di rabbia] trasmessa da dei pipistrelli.
Documenti e testimonianze materiali di questa popolazione, raccolti dal missionario Dino Grossa, sono conservati presso i Musei del Seminario vescovile di Treviso.